# Isabela Czartoryska
Isabela o Izabela Czartoryska (Varsòvia, 3 de març de 1746- Wysock, Polònia, 15 de juliol de 1835) fou una escriptora i princesa polonesa. Durant la dècada de 1780, al palau familiar de Puławy, ella i el seu marit van crear un centre intel·lectual i polític que rivalitzava amb la cort del rei en el seu patrocini d'arquitectura i literatura. El 1795, Polònia va ser annexada per Rússia, Prússia i Àustria. Pertorbada per la pèrdua d'independència del seu país, Izabela es va dedicar a la seva tasca més gran, la preservació del patrimoni de Polònia, transformant el palau de Puławy en un santuari nacional. Va encomanar a l'arquitecte neoclàssic Chrystian Aigner crear un parc —el Jardí d'Allusions— amb diverses estructures, inclòs el temple de la Sibil·la, on va allotjar la seva col·lecció d'antiguitats poloneses. El Temple, el primer museu de Polònia, es va obrir al públic el 1801. Diversos anys més tard, va afegir-hi la casa Gòtica, un museu d'història europea.